# Hujia (socken i Kina, lat 27,96, long 105,86)
Hujia (kinesiska: 护家乡, 护家) är en socken i Kina. Den ligger i provinsen Sichuan, i den sydvästra delen av landet, omkring 350 kilometer sydost om provinshuvudstaden Chengdu. Antalet invånare är 18 212. Befolkningen består av 8 573 kvinnor och 9 639 män. Barn under 15 år utgör 24,0 %, vuxna 15-64 år 66 %, och äldre över 65 år 9,0 %.
Genomsnittlig årsnederbörd är 1 152 millimeter. Den regnigaste månaden är juli, med i genomsnitt 200 mm nederbörd, och den torraste är januari, med 23 mm nederbörd.